# Aliağa Gençlik ve Spor Kulübü
L'Aliağa Gençlik ve Spor Kulübü, noto anche come Aliağa Petkim per ragioni di sponsor, è una società cestistica avente sede a Aliağa, distretto di Smirne, in Turchia. Fondata nel 1993, gioca nel campionato turco.
Disputa le partite interne nella Enka Sport Hall, che ha una capacità di 2.500 spettatori.